# Aedes fengi
Aedes fengi är en tvåvingeart som beskrevs av Edwards 1935. Aedes fengi ingår i släktet Aedes och familjen stickmyggor. Inga underarter finns listade i Catalogue of Life.